# スームィ (コルベット)
U209 スームィ(ウクライナ語:U209 Сумиスームィ)は、ウクライナのコルベット(Корвет)である。艦名は同名の都市名に因む。

## 概要

### ソ連時代
ヴィーンヌィツャは、ソ連時代にソ連国家保安委員会(KGB)向けの国境警備艦として建造された。
1972年8月1日、1124号計画型小型対潜艦の1 隻として、工場番号第712号艦がタタール自治ソヴィエト社会主義共和国のA・M・ゴーリキイ記念ゼレノドーリスク造船所で起工された。1973年5月28日にはソ連海軍に登録され、「第43号小型対潜艦」を意味するMPK-43(МПК-43エームペーカー・ソーラク・トリー)と命名された。
1973年6月2日には進水、同年夏にはアゾフ海の内水システムに引き渡された。MPK-43は、同地において海上公試を実施した。1974年12月28日に試験は終了し、1975年1月23日には黒海艦隊へ引き渡された。MPK-43は、セヴァストーポリに根拠地を置く第400対潜艦分艦隊第68防衛艦海域戦隊に配備された。
1983年4月5日には「オデッサのコムソモール員」を意味するオデースキイ・コムソモーレツ(Одесский комсомолецアヂェースキイ・カムサモーリェツ)と改称された。1989年には、対潜水艦戦訓練競技において賞を獲得した。
1991年末にソ連が崩壊すると、1992年2月15日、オデースキイ・コムソモーレツはその共産主義的な名称を嫌って元のMPK-43に艦名を戻された。所属は、ロシア海軍黒海艦隊となった。

### ウクライナ時代
ロシア連邦とウクリアナとの間で黒海艦隊の分割について協議された結果、ウクライナ海軍に所属することが決定したMPK-43は、1997年7月14日にロシア海軍を除籍され、8月1日には正式にウクライナ海軍に編入された。艦名は、ウクライナ北部の都市に因み、スームィと名付けられた。
しかし、1999年には6月11日付けでスームィ他数隻の海軍艦艇の除籍を命ずる第557号内閣指令が出された。スームィは海軍から除籍され、翌2000年の時点で稼動状態から外れた。この指令では、他に小型揚陸艦クラマトールシク、捜索救難艦チェルニウツィー、統制艦イヴァーノ＝フランキーウシク、洋上ミサイル技術基地コロムィーヤ、砲艇スヴィトロヴォーツィクが除籍された。